# Pietà Bandini

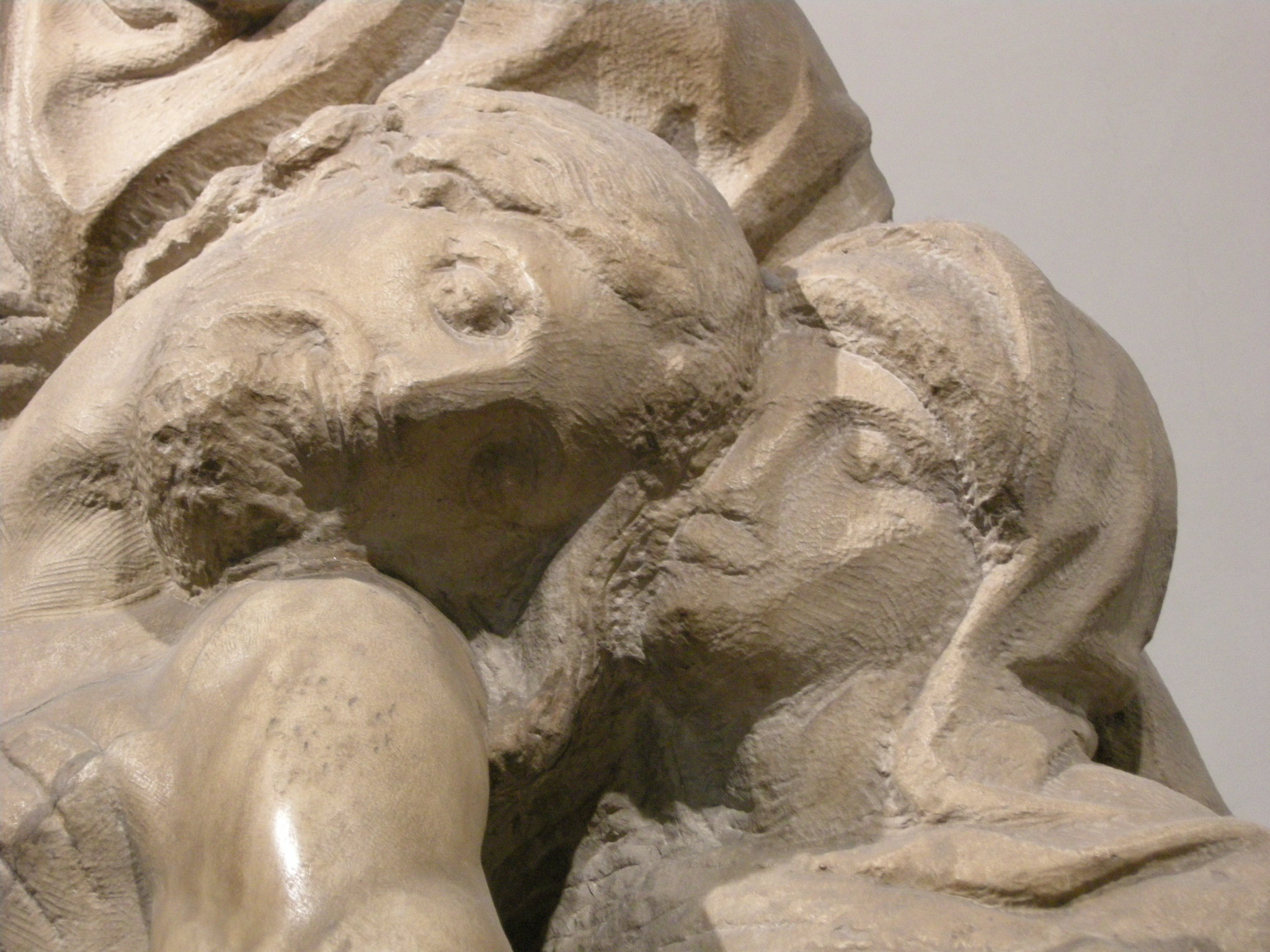
Dettaglio

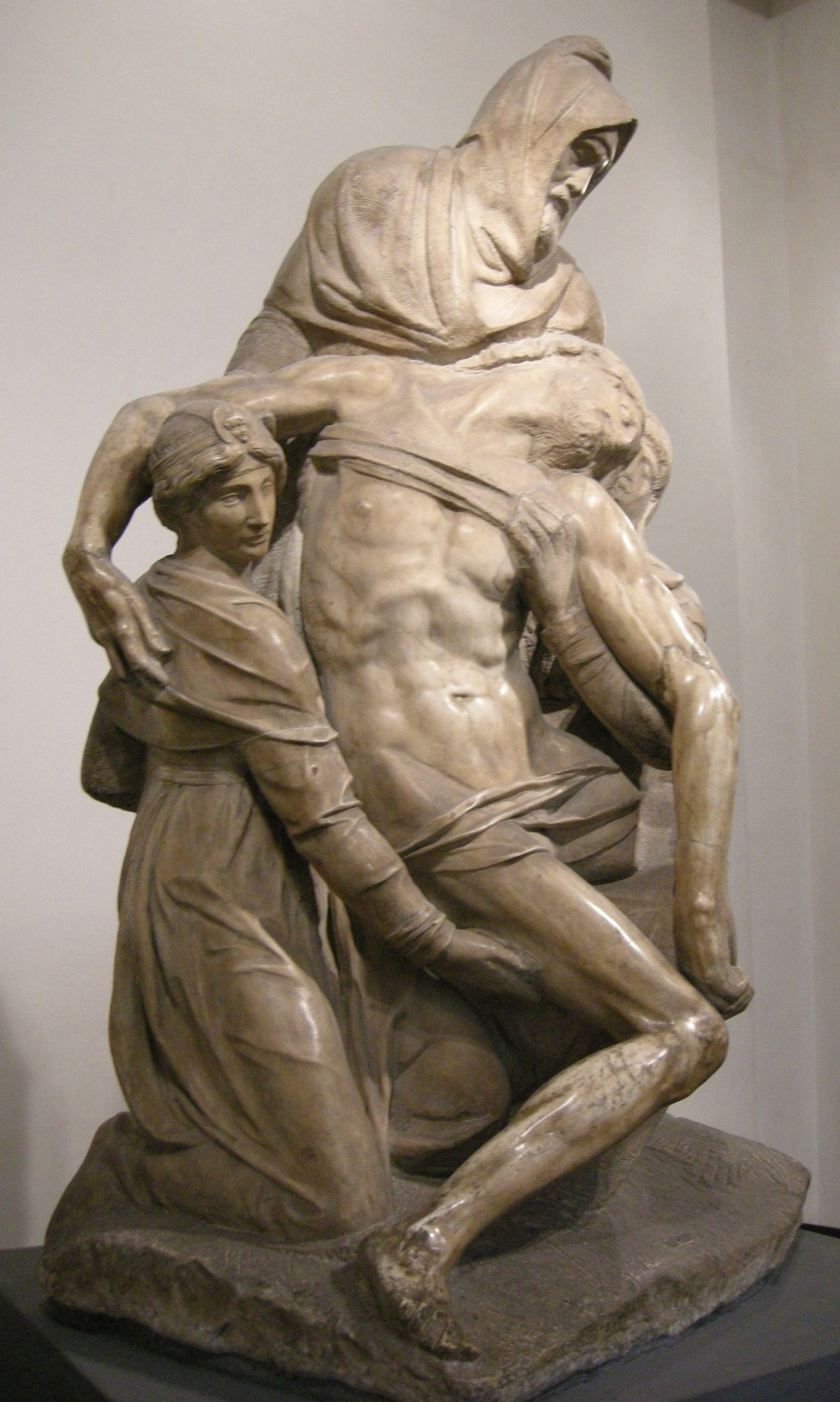
Veduta laterale

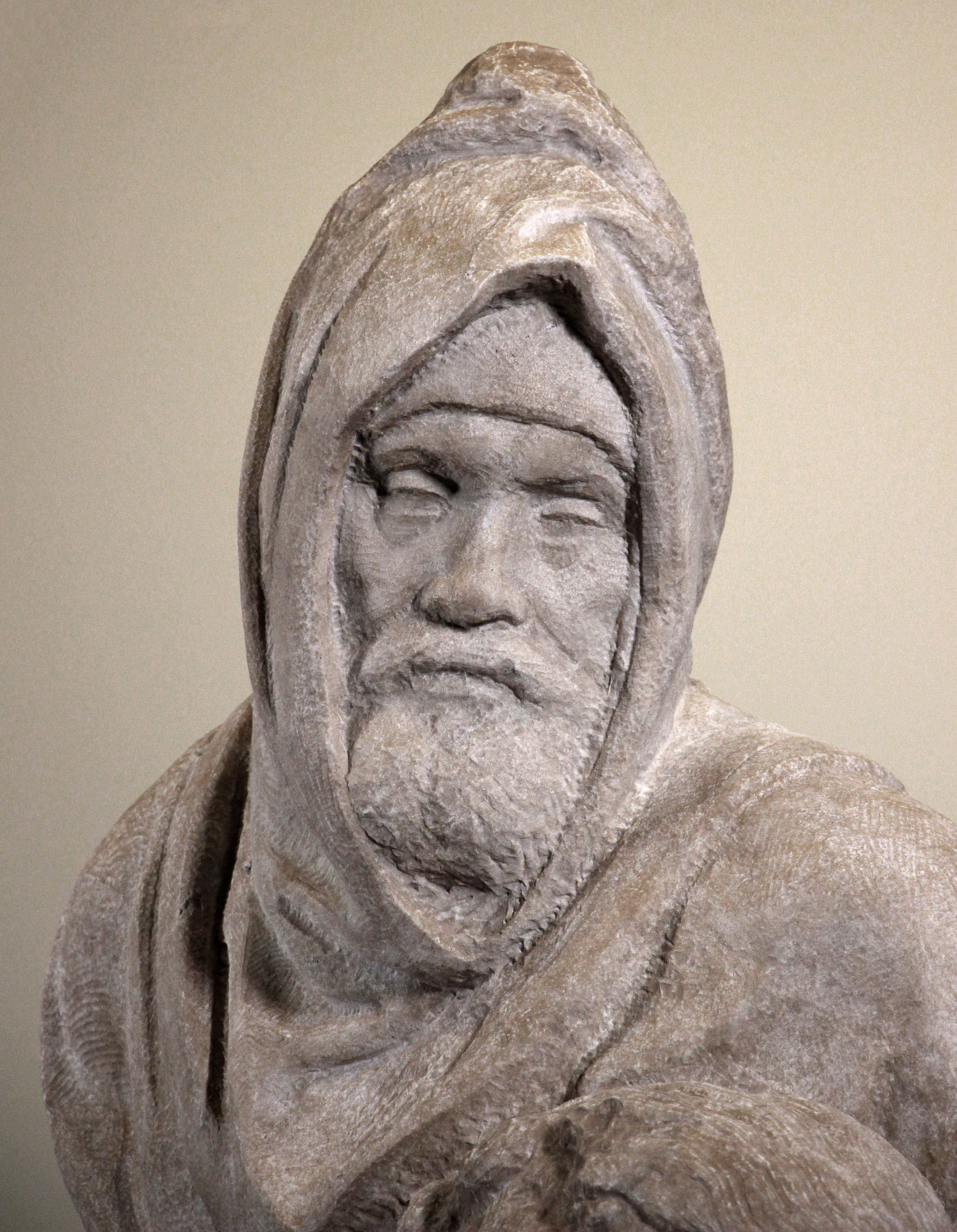
Dettaglio

La Pietà Bandini, o del Duomo/dell'Opera del Duomo, è una scultura marmorea (h. 277 cm) di Michelangelo Buonarroti, databile al 1547-1555 circa e conservata nel Museo dell'Opera del Duomo a Firenze. Si tratta di una delle ultime sculture dell’artista, rimasta incompleta, nella quale si pensa inserì un proprio autoritratto nella figura di Nicodemo.

## Storia
La serie delle Pietà senili di Michelangelo fu avviata in un periodo di grande sconforto dell'artista, dopo la scomparsa dell'amica Vittoria Colonna nel 1547, quando ormai settantenne sente avvicinarsi la morte e inizia a fare progetti per la propria sepoltura. Sebbene già celebrato come maggior artista vivente, nonché molto ricco, viveva poveramente in una piccola casa nel centro della città, spinto alla semplicità dal suo profondo senso religioso e forse da un'avarizia compulsiva. Alla scultura si dedicava sempre più sporadicamente, e quasi esclusivamente a titolo personale, non per opere commissionate.
Il tema ricorrente era, appunto, quello della Pietà, destinato alla propria tomba che inizialmente avrebbe dovuto essere collocata in Santa Maria Maggiore a Roma. Questa iconografia religiosa, contaminata con quella della Deposizione dalla Croce e della Sepoltura di Cristo, si adattava bene a un'intensa meditazione sul tema della Redenzione, del Sacrificio di Cristo e della Salvezza.
La Pietà Bandini fu scolpita probabilmente a partire proprio dal 1547, incontrando dall'inizio notevoli difficoltà. Secondo A. Parronchi il blocco usato era uno di quelli avanzati per la tomba di Giulio II (conclusa nel 1548), destinato probabilmente a un ritratto del pontefice emergente dal sepolcro e sorretto da quattro Angeli. Questo blocco, come ricorda anche Vasari, era pieno di impurezze ed estremamente duro, tanto che al contatto con lo scalpello emetteva nugoli di scintille.
Nel 1553 era sicuramente ancora in lavorazione, quando Vasari, recandosi una sera a visitare l'artista, ebbe l'impressione che Michelangelo esitasse a mostrargliela poiché in corso d'opera, facendo cadere forse di proposito la lucerna, che si spense. Chiamato il servitore, il fedele Francesco Amadori detto l'Urbino, per farsene portare un'altra, si lamentò di essere ormai tanto vecchio da sentirsi tirare "per la cappa" dalla morte "per farmi andare con lei, e questa mia persona cadrà un giorno come questa lucerna, e sarà spento il lume della vita". L'episodio testimonia le crisi depressive del Buonarroti che nel corso degli anni erano diventate abituali e sempre più gravi e che, verso il 1555, portarono l'artista a tentare di distruggere la statua.
Quell'anno o poco prima infatti dovette essere terminata una prima versione della Pietà, che venne copiata da Lorenzo Sabatini (statua oggi nella sagrestia di San Pietro), da un'incisione di Cherubino Alberti e da un bozzetto in cera presso gli eredi Gigli a Firenze. Tentando in seguito di variare la posizione delle gambe di Cristo, una venatura nel marmo ne provocò la rottura, suscitando una grande frustrazione nell'artista, aggravata dalle continue sollecitazioni dell'Urbino a finire la scultura, tanto che Michelangelo, ormai fuori di sé, la prese a martellate, rompendola in più punti: segni di rottura si vedono ancora oggi sul gomito, sul petto, sulla spalla di Gesù e sulla mano di Maria; la gamba sinistra di Gesù, che avrebbe dovuto accavallarsi a quella di Maria, è completamente assente. Una parte della gamba mutila si trova menzionata nell'inventario dei beni di Daniele da Volterra ("ginocchio di marmo di Michelagniolo"), ma da allora se ne perdono le tracce.
La data del 1545 è tuttavia ottenuta in base induttiva: prendendo per buono l'aneddoto del servo impaziente, egli morì il 3 dicembre di quell'anno, per cui l'episodio dovette collocarsi prima.
L'opera, ormai inutilizzabile, venne venduta nel 1561 allo scultore e architetto fiorentino Francesco Bandini per duecento scudi, tramite l'intermediazione dell'allievo Tiberio Calcagni, che si offrì di restaurarla e integrarla con la Maria Maddalena alla sinistra, di evidente scarto qualitativo inferiore e sproporzionata.
Alla morte dell'artista nel 1564, si provò senza successo a portare la statua a Firenze per la sepoltura di Michelangelo in Santa Croce. Restò invece nella vigna dei Bandini a Montecavallo ben oltre la morte di Francesco (1564), dove la vide anche Gian Lorenzo Bernini. Nel 1674 venne poi acquistata dal granduca Cosimo III de' Medici e portata a Firenze. Egli la destinò ai sotterranei di San Lorenzo, luogo di sepoltura di casa Medici. Nel 1722 venne poi trasportata in Santa Maria del Fiore, per decorare lo spazio dietro l'altare maggiore. Dal 1933 venne posta nella prima cappella di destra della tribuna nord e nel 1981 fu infine destinata al Museo dell'Opera del Duomo.

## Descrizione e stile
Pur non essendo solitamente così, il soggetto della "Pietà" prevede in questo caso il corpo morto del Cristo che viene tolto dalla croce e posto nel sepolcro dalla madre e dai discepoli. È forse il momento più drammatico dei Vangeli, ma molti artisti hanno raffigurato questa scena con personaggi sereni, consapevoli della resurrezione imminente, e lo stesso Michelangelo in gioventù aveva scolpito la Pietà di San Pietro senza accenti drammatici, sottolineando soprattutto con il suo virtuosismo la bellezza dei corpi. Nella vecchiaia invece sente ormai il peso della morte che si avvicina e sottolinea sempre di più nelle sue opere i risvolti psicologici e tragici, trasmettendo le sue angosce ai personaggi.
La scultura raffigura Gesù privo di vita adagiato sulla Madonna che lo sorregge, con l'aiuto di Nicodemo in alto e di Maria Maddalena a sinistra. Essi formano una composizione di forma piramidale, col corpo inerte di Cristo che, con le sue linee oblique, è il fulcro dell'intera rappresentazione e sembra scivolare verso il basso, in un moto enfatizzato dalla torsione del busto e dall'andamento a zigzag della gamba. Il braccio destro, sollevato da Nicodemo, va a toccare la spalla della Maddalena, mentre quello sinistro pende inerte davanti a Maria e occupa il centro della composizione proseguendo la verticale di Nicodemo. La mano sinistra di Cristo è ruotata in fuori, uno stilema presente anche nel Ritratto di Lorenzo de' Medici duca di Urbino o nel Bambino della Madonna della Scala, usato dall'artista per simboleggiare l'abbandono del corpo nel sonno o nella morte. Il ritmo discendente appare equilibrato da un andamento circolare, quasi rotatorio, che va da sinistra verso destra: la testa reclinata di Gesù, infatti, quasi fusa con quella di Maria, genera una linea di forza che prosegue nel braccio destro del Cristo e da qui al braccio della Maddalena, che va a chiudere un'ellissi con l'altro braccio di Gesù. Una tale ricchezza compositiva dà al gruppo una forte animazione spirituale, che trascende le lacune e le integrazioni, annullando quasi la materialità del marmo e facendone materia viva e pulsante.
La drammaticità sprigiona infatti più dalla dinamica disposizione delle figure, che dalle espressioni, piuttosto serene: Charles de Tolnay lesse in ciò un processo di accettazione psicologica della morte.